# 1023 в Україні
1023 в Україні — це перелік головних подій, що відбулись у 1023 році на території сучасних українських земель.

## Події
- Тмутороканський князь Мстислав Хоробрий розпочав похід на Київ проти князя Ярослава. Цього або наступного року Мстислав захопив Чернігів.

## Особи

### Народились
- Анастасія Ярославна, королева Угорщини (1046—1061 рр.) з династії Рюриковичів, дружина короля Андраша I; наймолодша дочка Ярослава Мудрого та Інгігерди, сестра королеви Франції Анни Ярославни та королеви Норвегії Єлизавети Ярославни (пом. 1074).